# Steven Maeda
Steven Maeda est un scénariste et producteur de télévision américain.

## Biographie
tsuren Maeda a écrit cinq scénarios de la série X-Files, puis rejoint en 2002 l'équipe de production des Experts : Miami pour les trois premières saisons de cette série. Il travaille ensuite sur Lost : Les Disparus pour la deuxième saison de cette série, remportant le Writers Guild of America Award de la meilleure série dramatique en 2006. Il participe en 2009 à la production de la première saison de Lie to Me, puis devient en 2014 le showrunner de la série Helix.

## Filmographie

### Scénariste
- 2000 : Harsh Realm (série télévisée, 2 épisodes)
- 2000-2002 : X-Files (série télévisée, 5 épisodes : Nicotine, Combattre le passé, Vienen, 4-D et Audrey Pauley)
- 2002-2005 : Les Experts : Miami (série télévisée, 18 épisodes)
- 2005-2006 : Lost : Les Disparus (série télévisée, 4 épisodes)
- 2006-2007 : Day Break (série télévisée, 2 épisodes)
- 2009 : Lie to Me (série télévisée, saison 1 épisode 3)
- 2010 : Miami Medical (série télévisée, 2 épisodes)
- 2012 : Unforgettable (série télévisée, saison 1 épisode 21)
- 2014-2015 : Helix (série télévisée, 3 épisodes)